# Eschaton
Eschaton este un film românesc din 2012 regizat de Alexei Pătrașcu.